# Brebel
Brebel es un municipio situado en el distrito de Schleswig-Flensburgo, en el estado federado de Schleswig-Holstein (Alemania), con una población a finales de 2016 de unos 396 habitantes. También es el nombre de una empresa cervecera artesanal de la comarca de Lerida, aunque el nombre no está relacionado con el municipio.
Se encuentra ubicado al noreste del estado, cerca de las ciudades de Flensburgo y Kappeln, del fiordo Schlei, de la costa del mar Báltico y de la frontera con Dinamarca.